# Wallace V. Wolfe
Wallace V. Wolfe, auch W. V. Wolfe (* 12. September 1895 in Princeton, Gibson County, Indiana; † 1. März 1988 in Los Angeles, Los Angeles County, Kalifornien) war ein US-amerikanischer Tontechniker bzw. Toningenieur und Erfinder, der 1946 für einen Oscar in der Kategorie „Bester Ton“ für den Film Three Is a Family nominiert war.

## Leben
Im Jahr 1946 erhielt Wallace V. Wolfe eine Oscar-Nominierung in der Kategorie „Bester Ton“ für die Filmkomödie Three Is a Family mit Marjorie Reynolds, Charles Ruggles und Fay Bainter in den Hauptrollen. Im Film geht es um das chaotische Zusammenleben der Familie Whitaker. Die Auszeichnung ging jedoch an Stephen Dunn und das Filmdrama Die Glocken von St. Marien. 
Soweit bekannt, war das der einzige Film, in den er in seiner Position als Sound Director für RCA in dieser Funktion eingebunden war. 
Auf Wallace sind mehrere Patente als Erfinder eingetragen, die Tonaufnahmesysteme betreffen.
- Patent vom 26. Juni 1939, veröffentlicht am 14. Juli 1942 (Tonaufnahmesystem)[3]
- Patent vom 29. Dezember 1939, veröffentlicht am 7. April 1942 (Tonaufnahmeverfahren und System)[4]
- Patent vom 12. Juni 1942, veröffentlicht am 8. Februar 1944 (Tonmischsystem)[5]
- Patent vom 8. März 1946, veröffentlicht am 7. März 1950 (doppelte Tonspur-Wiedergabe)[6]
- Patent vom 27. November 1953, veröffentlicht am 7. Mai 1957 (Magnetische Tonaufnahme)[7]
- Danksagung der Academy of Motion Picture Arts and Sciences an Wolfe und andere[8]

## Filmografie
- 1946: Three Is a Family

## Auszeichnung
- 1946: Oscarnominierung für Three Is a Family